# José Carrillo Mancilla
José Carrillo Mancilla (Granada, 4 de marzo de 1995), más conocido como Carrillo, es un futbolista español que juega en la demarcación de defensa para F. C. Ulytau de la Liga Premier de Kazajistán.

## Trayectoria
Carrillo, nacido en Granada, se formó en las categorías inferiores del C. P. Granada 74 y Granada C. F. antes de ingresar en los juveniles del R. C. D. Mallorca en 2012. En la temporada 2013-14 formó parte del R. C. D. Mallorca "B". Rescindió su contrato en verano de 2014 para jugar en las filas del Zamora C. F. de Segunda División B durante la temporada 2014-15. 
Formó parte durante la temporada 2015-16 del Getafe Club de Fútbol "B" en la Segunda División B. Además, estuvo convocado en dos ocasiones con el Getafe Club de Fútbol en Primera División sin llegar a debutar.
El 24 de junio de 2016 abandonó el conjunto getafense para firmar por la Unión Deportiva Logroñés, entonces equipo de Segunda División B, por dos temporadas.
En verano de 2017 rescindió del contrato del jugador tras solo disputar un total de cuatro partidos. Entonces se marchó al MFK Zemplín Michalovce de la Superliga de Eslovaquia firmando un contrato por varias temporadas. Después pasó por el F. K. Senica y en enero de 2022 se fue a la República de Irlanda para jugar en el Finn Harps F. C.
El 31 de enero de 2023 se anunció su regreso a España para jugar en el Real Unión. Sin embargo, este fichaje no se acabó produciendo al no superar el reconocimiento médico. Entonces estuvo sin equipo hasta que a finales de junio se unió a El Paso Locomotive FC de la USL Championship. Allí completó el año y no regresó en 2024. Las siguientes temporadas militó en el F. C. Samtredia georgiano y el F. C. Ulytau kazajo.

## Clubes
| Club                   | País           | Año       |
| ---------------------- | -------------- | --------- |
| R. C. D. Mallorca "B"  | España         | 2014      |
| Zamora C. F.           | España         | 2014-2015 |
| Getafe C. F. "B"       | España         | 2015-2016 |
| U. D. Logroñés         | España         | 2016-2017 |
| MFK Zemplín Michalovce | Eslovaquia     | 2017-2020 |
| F. K. Senica           | Eslovaquia     | 2020-2021 |
| Finn Harps F. C.       | Irlanda        | 2022      |
| El Paso Locomotive FC  | Estados Unidos | 2023      |
| F. C. Samtredia        | Georgia        | 2024      |
| F. C. Ulytau           | Kazajistán     | 2025-     |